# VfB Altena
Der VfB Altena 1912 ist ein deutscher Sportverein aus Altena im Sauerland. Der im Jahr 1912 gegründete Verein für Bewegungssport ist ein eingetragener Verein, der in eine Fußball-, Handball-, Tischtennis- und eine Schachabteilung gegliedert ist.

## Tischtennis

Wappen des TTC Altena

Die Tischtennisabteilung wurde 1950 gegründet unter dem Namen TuS Nachrodt-Obstfeld. Ab 1966 engagierte sich der Bauunternehmer Klaus Naujoks als Mäzen. Er verpflichtete Spitzenspieler wie Klaus Solka, Rainer Plankermann und Wilfried Lieck. Mit diesen erreichte er 1972/73 die Bundesliga und gewann auf Anhieb die deutsche Meisterschaft. Diesen Erfolg wiederholte er 1976.
Der Verein nannte sich mehrfach um und hieß u. a. TTG Altena-Nachrodt, VfB Altena 1912 e. V. (ab 1. Juli 1974), TTC Plaza Altena, Burtelt Altena (nach dem Unternehmer Frank Burtelt), TTC Altena (seit 17. Mai 1996 als eigenständiger Verein). Er gehörte 1972–1987, 1991–1993 und 1994/95 der 1. Bundesliga an und 1987–1991, 1993/94, 1995–1997 und 2003/04 der 2. Bundesliga an. Zwar wurde Altena in der Saison 1995/96 Erster in der 2. Bundesliga, verzichtete aber auf den Aufstieg.
In der Saison 2007/08 wurde der TTC Altena Erster in der Regionalliga und stieg unter Trainer Bernie Vossebein in die 2. Bundesliga auf. Nach zwischenzeitlichem Abstieg im Jahr 2010 schaffte man 2012 erneut den Aufstieg in die zweithöchste Spielklasse. Für das Ende der Saison 2012/13 kündigte der Verein den Rückzug aus der Bundesliga an.
Die Meistermannschaften
- 1972/73: Wilfried Lieck, Martin Ness, Klaus Solka, Rainer Plankermann, Dieter Forster, Wolfgang Liehn, Herbert Seppi
- 1975/76: Wilfried Lieck, Claus Scholz, Rolf Jäger, Frank Klitzsch, Hans Kehrer, Wolfgang Liehn

## Fußball
Die im Reineckestadion des Sportzentrums am Pragpaul beheimatete Fußballabteilung des VfB-Altena konnte als Fußballverein maximal die dritthöchste Spielklasse erreichen. Einzige Ausnahme war die Spielzeit 1938/39, als dem Verein der Aufstieg in die damals zweitklassige Fußball-Bezirksklasse Westfalen gelang. Auf Grund des schlechteren Torquotienten gegenüber der SVg Klafeld und dem RSV Eiserfeld musste der Verein jedoch nach der Saison wieder absteigen. Der im Jahre 1978 eingeführten Fußball-Oberliga Westfalen gehörte man bei ihrer Gründung an, stieg aber bereits 1981 in die Verbandsliga ab. Spieler, die in den 1970er Jahren den Sprung in den Profi-Bereich schafften, waren unter anderem Hans-Jürgen Andexer, Alfons Sikora und Ingo Peter.
In der jüngeren Vergangenheit musste der VfB Altena sogar den Weg zurück auf die Kreisebene antreten. Den Tiefpunkt bildete der Abstieg in die Kreisliga A, womit man hinter den Erzrivalen FC Altena 69 zurückfiel. Zwar erreichte man zwischenzeitlich erneut die sechstklassige Landesliga, konnte dort jedoch nur zwei Jahre verweilen. Nach dem Bezirksligaabstieg im Jahre 2006 musste man erneut in der Kreisliga A antreten, bevor 2025 der Aufstieg in die Bezirksliga gelang.

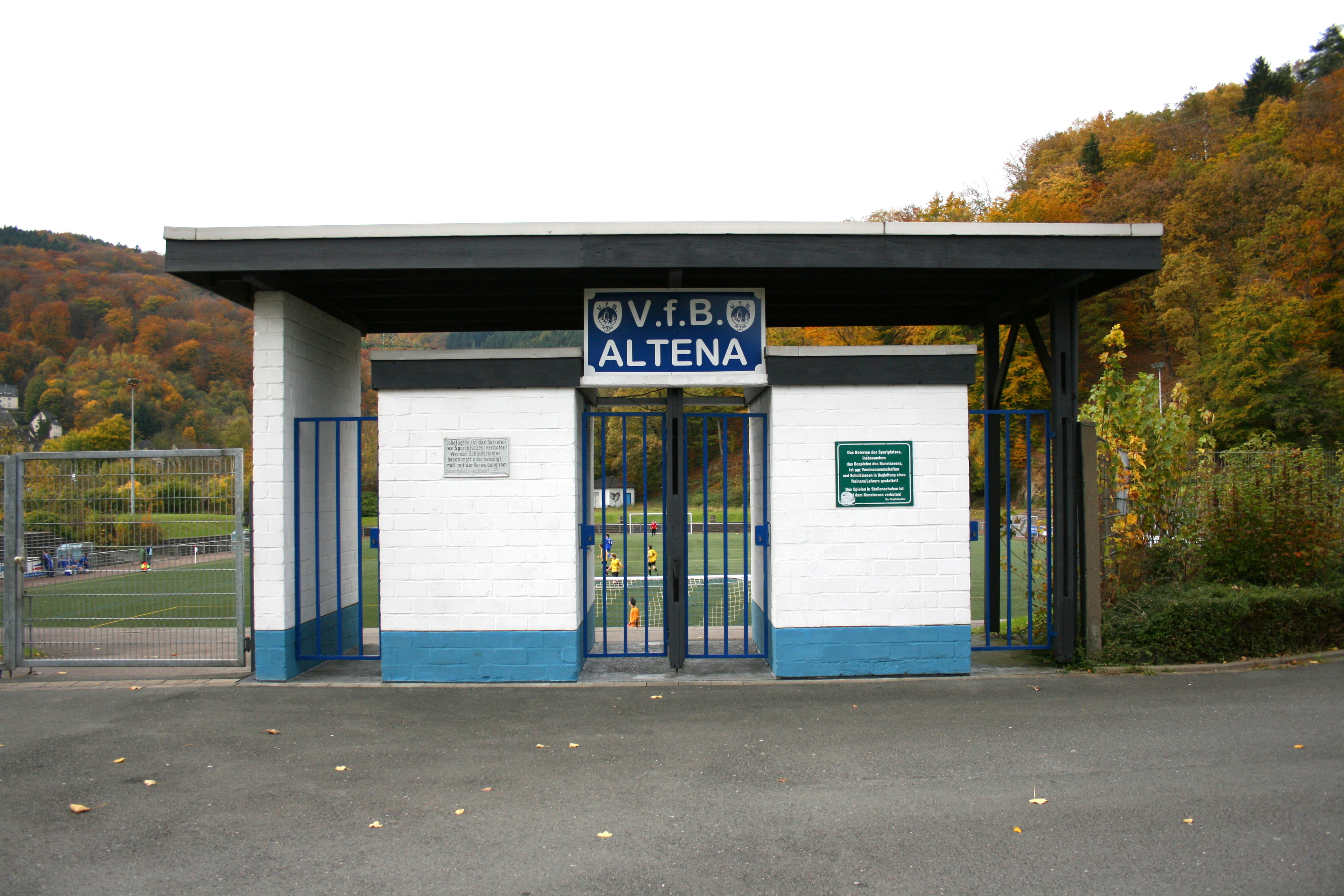
Reinecke-Stadion
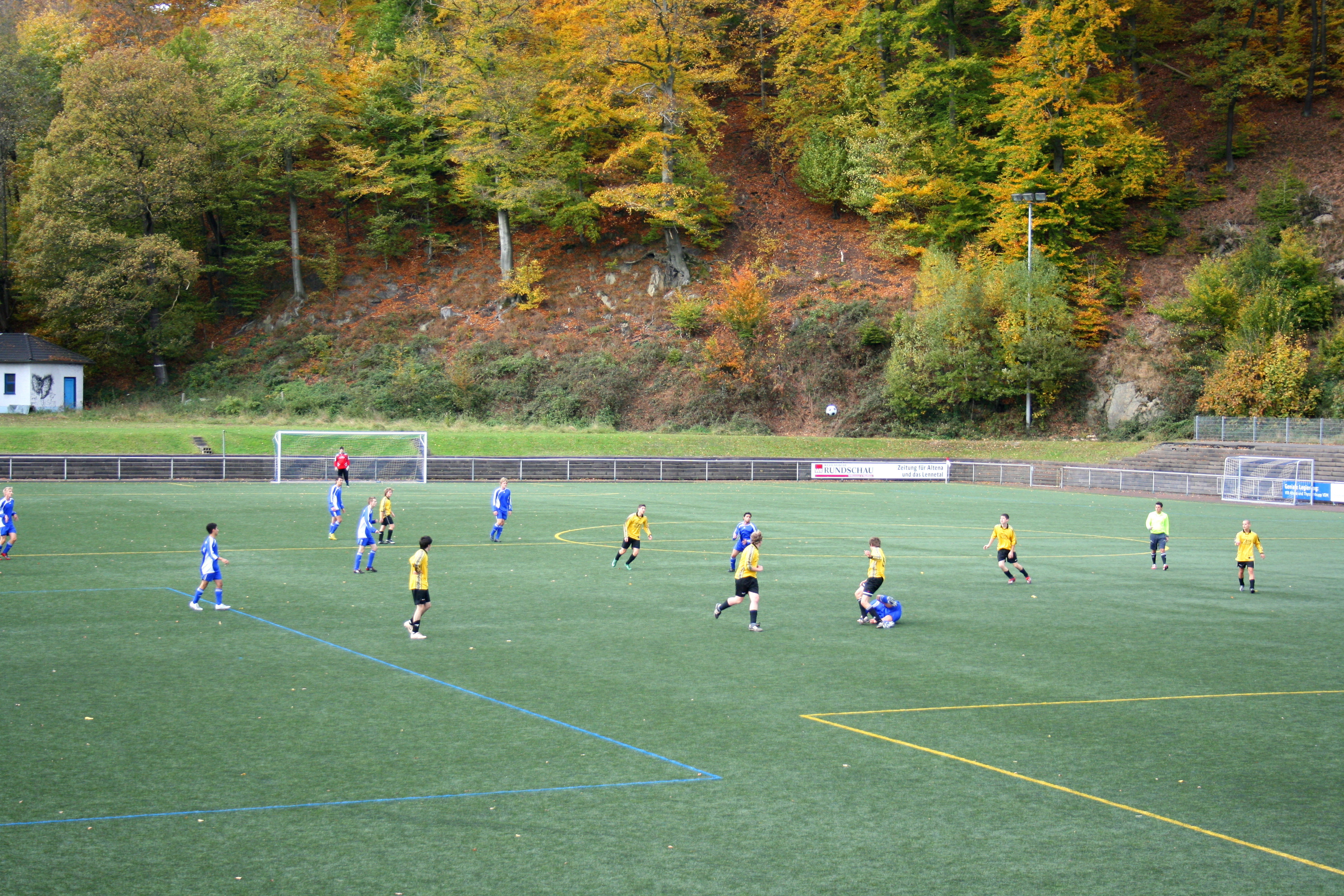
Der VfB Altena im Spiel

## Handball
Seit 2007 stellt der VfB Altena nach einigen Jahren unter dem Fusionsnamen HEA-Altena (Zusammenschluss von VfB, TSV und TS Evingsen) als stärkster Handballverein wieder – wie auch früher schon – seine eigene Handball-Abteilung auf. In der Anfangssaison 2007/08 hatte der VfB Altena drei Seniorenteams (Bezirksliga, Kreisliga B und Kreisklasse), eine Alt-Herrenmannschaft, die nicht am Spielbetrieb teilnahm, und sämtliche Jugendmannschaften (A- bis F-Jugend) gemeldet. In der Saison 2011/12 spielten drei Herren-Mannschaften und fünf Jugendteams (B bis F). Die erste Mannschaft stieg 2011 in die Bezirksliga und in der folgenden Saison in die Landesliga auf.
Zudem richten die VfB-Handballer seit Ende der 1970er Jahre die traditionellen Altenaer Handballtage aus. Dieses Großereignis findet i. d. R. am Himmelfahrtswochenende in und um das Sportzentrum Pragpaul statt. Zwischen 60 und 100 Mannschaften reisen hierzu nach Altena. Daneben betreut der VfB im Rahmen des Projektes Schule im Ganztag Handball-Arbeitsgemeinschaften an den Altenaer Schulen.

## Schach
Die Schachabteilung trägt den Namen Turm Altena.
Im Jahre 1939 wurde als Konkurrenzverein zum damals bestehenden Altenaer Schachverein der Verein Turm Altena 1939 e. V. gegründet. Neun Mitglieder des Altenaer Schachvereins waren mit der Entwicklung in diesem Verein unzufrieden, da in diesem Verein keine Gelegenheit gegeben wurde, sich mit Spielern aus anderen Vereinen zu messen. Gründungsmitglieder waren unter anderem Otto Metz, Heinz Plotzheim und Josef Wein. Der erste Vorsitzende des neuen Vereins wurde Otto Metz. 

Schon nach kurzer Zeit wuchs die Mitgliederzahl auf über 20 an, so dass die Altenaer in ihrer ersten Saison gleich mit zwei Mannschaften an den Kreismeisterschaften teilnehmen konnten. Obwohl viele Spieler im Zweiten Weltkrieg eingezogen wurden, konnte der Spielbetrieb bis 1943 aufrechterhalten werden. In der Nachkriegszeit wurde jegliches Vereinsleben durch die Alliierten verboten. Als ein Antrag, den Spielbetrieb wieder aufnehmen zu können, genehmigt wurde, mussten die beiden Altenaer Schachvereine kurzfristig fusionieren, da in jeder Stadt jeweils nur ein Schachverein zugelassen war.
Von vornherein wurde jedoch vertraglich festgelegt, dass nach Normalisierung der Verhältnisse sich die Vereine sofort wieder trennen würden, was auch nach zwei Jahren geschah.
Im gleichen Maße wie es mit dem Altenaer Schachverein bergab ging, wuchs die Bedeutung des Turm Altena 1939 e. V. Immer mehr Spitzenspieler des Altenaer Schachvereins wechselten zum Ortsrivalen, so dass Turm Altena bald mit Metz, Issel, Voigt, Herms, Kirchhoff, Beck, Adomeit und Dohmen eine Mannschaft von beachtlicher Spielstärke stellen konnte. Nachdem mit Gerndorf, Randelhoff und Krist weitere starke Spieler zum Verein stießen, konnte die 1. Mannschaft bis in die Verbandsklasse vordringen. Randelhoff, Metz und Voigt entwickelten sich nach einiger Zeit zu Spitzenspielern des Bezirkes.
Als Voigt mehrmals Bezirksmeister geworden war, konnte er auch den Titel des Südwestfalenmeisters erringen. Daraufhin wechselte er zum Bundesligisten Solinger SG. Mit dem Ableben von Issel und dem Wechsel von Metz zum SV Werdohl, begann für Turm Altena ein sportliches Tief. Der Verein war jedoch inzwischen so gefestigt, dass er die Krise überwinden konnte.
Mit der Fusion mit dem VfB Altena kam für Turm Altena ein neuer Aufschwung. Die Eintragung ins Vereinsregister erfolgte am 1. Juli 1979. Schließlich fand der Verein mit der Burg Holtzbrinck endlich ein gutes Spiellokal, was man unter anderem dem Einsatz des schachbegeisterten Stadtdirektors Dr. Gramke zu verdanken hatte. Großmeister Pachmann gab in der Burgstadt eine Simultanvorstellung und durch die Initiative des Vorsitzenden der Schachabteilung, August Linnenlücke, wurde in der Burg Holtzbrinck die deutsche Jugendmeisterschaft durchgeführt.
Auch der Spielbetrieb der Schachabteilung wurde Mitte der siebziger Jahre intensiviert: Mit vier Mannschaften, einer Jugendmannschaft, einer Damenmannschaft und zwei Seniorenmannschaften nahm man an den Meisterschaften des Schachbezirks Sauerland teil.
Bei den Bezirksmeisterschaften 1977 belegten Jugendliche der Schachabteilung die Plätze zwei, drei und fünf, was die gute Jugendarbeit des Vereins bewies. In den Jahren 1980/81 musste die Schachabteilung eine zwischenzeitliche Krise überwinden, als mehrere Spitzenspieler den Verein verließen und die 1. Mannschaft in die Bezirksklasse abstieg. In dieser Zeit fanden sich jedoch einige Mitglieder, die mit viel Einsatz und Arbeit die Krise bewältigen halfen. Die Schachabteilung wuchs auf 45 Mitglieder an. Gleich im ersten Jahr wurde der Wiederaufstieg in die Bezirksliga geschafft.
Gleichzeitig wurde die 1. Mannschaft durch einige neue Talente verstärkt. Bis Anfang der 2000er Jahre konnten sich die Mannschaften in ihrer Klasse behaupten. Durch das Ableben und berufsbedingte Ausscheiden mehrerer Vereinsmitglieder in den darauffolgenden Jahren ist die Mitgliederzahl stark eingebrochen, so dass es zurzeit nur eine Mannschaft gibt, die in der Bezirksklasse des Schachbezirks Sauerland ihre Mannschaftskämpfe bestreitet.